# Surrender (album des Chemical Brothers)
Pour les articles homonymes, voir Surrender.
Albums de The Chemical Brothers
Dig Your Own Hole
(1997) Come With Us
(2002)
Surrender est un album du groupe de musique électronique britannique The Chemical Brothers, sorti le 21 juin 1999.
Cet album est considéré comme un tournant dans la carrière du groupe, délaissant big beat et ses mélodies sombres aux rythmes rapides et aux sons électroniques foisonnants pour rejoindre un courant plus electronica et acid house, en multipliant les partenariats avec d'autres musiciens : Noel Gallagher (Oasis), Bernard Sumner (New Order) et Hope Sandoval (Mazzy Star), et en introduisant de nombreux samples, mais également de nombreux chœurs et instruments de rock. Ce changement produit ainsi des titres aux mélodies plus fluides, plus frappantes, se rapprochant de plus en plus du rock psychédélique (Let Forever Be, The Sunshine Underground et Dream On), ce qui se solde finalement par un très grand succès commercial : n°1 dans les charts britanniques du 3 juillet 1999 au 9 juillet 1999, et une certification de double disque de platine au Royaume-Uni.

## Liste des pistes
Sauf indication contraire, les pistes sont de Tom Rowlands & Ed Simons.
| 1.    | Music: Response                                       | Tim Mosley et Missy Elliott                    | 5:19 |
| 2.    | Under the Influence                                   | Tom Rowlands et Ed Simons                      | 4:17 |
| 3.    | Out of Control                                        | Bernard Sumner                                 | 7:19 |
| 4.    | Orange Wedge                                          | Tom Rowlands et Ed Simons                      | 3:07 |
| 5.    | Let Forever Be                                        | Noel Gallagher                                 | 3:56 |
| 6.    | The Sunshine Underground                              | James Asher                                    | 8:39 |
| 7.    | Asleep From Day                                       | Hope Sandoval                                  | 4:47 |
| 8.    | Got Glint?                                            | J. Giordano et B. Fevre                        | 5:27 |
| 9.    | Hey Boy Hey Girl                                      | Bloodrock, Evens, Wigfall, Pettiford et Fowler | 4:48 |
| 10.   | Surrender (ou Racing the Tide sur certaines éditions) | Tom Rowlands et Ed Simons                      | 4:30 |
| 11.   | Dream On                                              | Jonathan Donahue                               | 6:47 |
| 58:53 |                                                       |                                                |      |

- Titres bonus
  1. Flashback
  2. The Diamond Sky
  3. Enjoyed

## Personnel
- Tom Rowlands et Ed Simons - DJs, musiciens principaux
- The Chemical Brothers - producteur
- Steve Dub - ingénieur
- Jon Collyer et Mascarenas Ray - assistants
- Blue Source et The Chemical Brothers - direction artistique
- Kate Gibb - pochettes (singles et album)
- Bernard Sumner - chant et guitare sur Out of Control
- Bobby Gillespie - chant additionnel sur Out of Control
- Noel Gallagher - chant et guitare sur Let Forever Be
- Hope Sandoval - chant sur Asleep from Day
- Jonathan Donahue - chant, guitare et piano sur Dream On

## Utilisation commerciale
- Le titre Asleep from Day est utilisé en bande-son de deux messages publicitaires de la compagnie Air France, réalisés en 1999 et 2002 par Michel Gondry.